# Basavatti, Chamarajanagar
Basavatti là một làng thuộc tehsil Chamarajanagar, huyện Chamarajanagar, bang Karnataka, Ấn Độ.